# 포들레흐니크

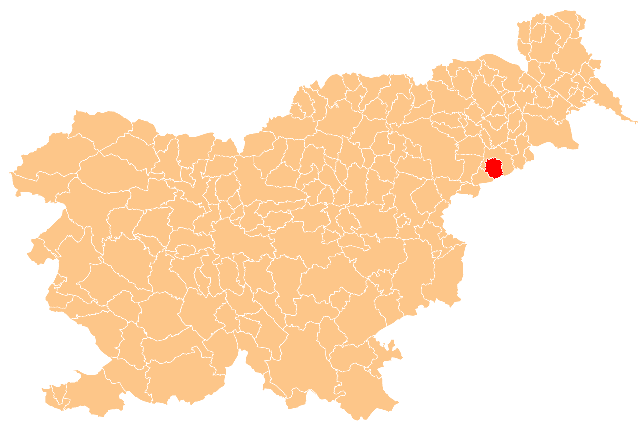
포들레흐니크의 위치

포들레흐니크(슬로베니아어: Podlehnik, 독일어: Lichtenegg 리히테네그[*])는 슬로베니아의 도시로 면적은 46.0km2, 높이는 240m, 인구는 1,820명(2002년 기준), 인구 밀도는 39.6명/km2이다.